# Echoes, Silence, Patience & Grace
«Echoes, Silence, Patience & Grace» — шостий студійний альбом американського рок-гурту Foo Fighters, випущений 25 вересня 2007 року через Roswell і RCA Records. Альбом відомий сумішшю звичайного року та акустичних треків зі змінною динамікою, яка виникла з різноманітності стилів, використаних у демо-записах, створених групою. Це також другий раз, коли гурт працював з продюсером Ґілом Нортоном, якого фронтмен Дейв Ґрол залучив, щоб повністю дослідити потенціал його композицій і створити запис, який звучить інакше, ніж їхні попередні роботи. Ґрол намагався зосередитись на піснях із повідомленнями, які резонували з його аудиторією, написав рефлексивні тексти, які черпали натхнення у народженні його дочки.
Критичний прийом Echoes, Silence, Patience & Grace був здебільшого позитивним, з похвалою за різноманітність звучання та написання пісень, хоча деякі рецензенти вважали запис непослідовним і ненадихаючим. Альбом очолив чарти у Великій Британії, Австралії, Новій Зеландії та Австрії та мав три успішних сингли «The Pretender», «Long Road to Ruin» і «Let It Die». Echoes, Silence, Patience & Grace був номінований на п'ять премій Греммі, вигравши найкращий рок-альбом, а також був нагороджений Brit Award як найкращий міжнародний альбом.

## Список пісень
Автор музики і слів Дейв Ґрол, Тейлор Гокінс, Кріс Шифлетт та Нейт Мендел, окрім зазначених. 
| #   | Назва                                      | Тривалість |
| --- | ------------------------------------------ | ---------- |
| 1.  | «The Pretender»                            | 4:29       |
| 2.  | «Let It Die»                               | 4:05       |
| 3.  | «Erase/Replace»                            | 4:13       |
| 4.  | «Long Road To Ruin»                        | 3:44       |
| 5.  | «Come Alive»                               | 5:10       |
| 6.  | «Stranger Things Have Happened» (Ґрол)     | 5:21       |
| 7.  | «Cheer Up, Boys (Your Make Up Is Running)» | 3:41       |
| 8.  | «Summer's End»                             | 4:37       |
| 9.  | «Ballad Of The Beaconsfield Miners» (Ґрол) | 2:32       |
| 10. | «Statues»                                  | 3:47       |
| 11. | «But, Honestly»                            | 4:35       |
| 12. | «Home»                                     | 4:52       |

Bonus tracks on special edition, the latter half of which appear on a live DVD.
| #   | Назва                   | Original Single         | Тривалість |
| --- | ----------------------- | ----------------------- | ---------- |
| 13. | «Once & For All» (Demo) |                         | 3:47       |
| 14. | «Seda»                  | Long Road To Ruin (CD2) | 3:44       |

## Чарти
| Чарт (2007)                                          | Найвища позиція |
| ---------------------------------------------------- | --------------- |
| Австралія Australian Albums (ARIA)                   | 1               |
| Австрія Austrian Albums (Ö3 Austria)                 | 4               |
| Бельгія Belgian Albums (Ultratop Flanders)           | 1               |
| Бельгія Belgian Albums (Ultratop Wallonia)           | 14              |
| Канада Canadian Albums (Billboard)                   | 1               |
| Czech Albums (IFPI)                                  | 26              |
| Данія Danish Albums (Hitlisten)                      | 11              |
| Нідерланди Dutch Albums (MegaCharts)                 | 6               |
| European Albums (Billboard)                          | 2               |
| Фінляндія Finnish Albums (Suomen virallinen lista)   | 7               |
| Франція French Albums (SNEP)                         | 24              |
| Німеччина German Albums (Offizielle Top 100)         | 3               |
| Угорщина Hungarian Albums (MAHASZ)                   | 33              |
| Ірландія Irish Albums (IRMA)                         | 2               |
| Італія Italian Albums (FIMI)                         | 15              |
| Japanese Albums (Oricon)                             | 6               |
| Мексика Mexican Albums (Top 100 Mexico)              | 50              |
| Нова Зеландія New Zealand Albums (Recorded Music NZ) | 1               |
| Польща Polish Albums (ZPAV)                          | 40              |
| Португалія Portuguese Albums (AFP)                   | 18              |
| Шотландія Scottish Albums (OCC)                      | 1               |
| Іспанія Spanish Albums (PROMUSICAE)                  | 43              |
| Швеція Swedish Albums (Sverigetopplistan)            | 9               |
| Швейцарія Swiss Albums (Schweizer Hitparade)         | 2               |
| Велика Британія UK Albums (OCC)                      | 1               |
| США Billboard 200                                    | 3               |
| США Top Alternative Albums (Billboard)               | 1               |
| США Top Hard Rock Albums (Billboard)                 | 1               |
| США Top Rock Albums (Billboard)                      | 1               |
| США Top Tastemaker Albums (Billboard)                | 1               |

| Чарт (2007)                        | Позиція |
| ---------------------------------- | ------- |
| Australian Albums (ARIA)           | 20      |
| Austrian Albums (Ö3 Austria)       | 64      |
| Belgian Albums (Ultratop Flanders) | 38      |
| Dutch Albums (Album Top 100)       | 78      |
| European Albums (Billboard)        | 35      |
| New Zealand Albums (RMNZ)          | 16      |
| Swiss Albums (Schweizer Hitparade) | 86      |
| UK Albums (OCC)                    | 15      |
| US Billboard 200                   | 143     |

| Чарт (2008)                    | Позиція |
| ------------------------------ | ------- |
| Australian Albums (ARIA)       | 55      |
| UK Albums (OCC)                | 94      |
| US Billboard 200               | 92      |
| US Top Rock Albums (Billboard) | 24      |

## Сертифікації
| Регіон | Сертифікація  | Продажі    |
| --- | ------------- | ---------- |
| Австралія (ARIA) | 2× Платиновий | 140 000^   |
| Австрія (IFPI Austria) | Золотий       | 10 000*    |
| Бельгія (BEA) | Золотий       | 15 000*    |
| Канада (Music Canada) | Платиновий    | 100 000^   |
| Данія (IFPI Denmark) | Платиновий    | 20 000     |
| Німеччина (BVMI) | Платиновий    | 200 000    |
| Ірландія (IRMA) | Платиновий    | 15 000^    |
| Нова Зеландія (RIANZ) | 2× Платиновий | 30 000^    |
| Велика Британія (BPI) | 2× Платиновий | 754,000    |
| США (RIAA) | Платиновий    | 1 000 000^ |
| *продажі, що базуються лише на сертифікаціях · ^відвантаження, що базуються лише на сертифікаціях · продажі+прослуховування, що базуються лише на сертифікаціях |               |            |